# شامل روكز
شامل روكز (1958م)، سياسي وعسكري لبناني. تسلم العديد من المناصب، وكان من المشاركين في ثورة 17 تشرين الأول، وكان مرشحًا محتملا لمنصب قائد الجيش اللبناني ووزيرًا للدفاع.

## سيرة
ولد شامل رشيد روكز في بلدة شاتين (البترون ـ لبنان الشمالي) في 8 أيلول 1958. والدته أليدا، ولديه شقيق مهندس وشقيقتان تعملان في مجال التربية. ترعرع في منطقة جرديّة تعلو 1650 متراً عن سطح البحر، لذا كانت العائلة تنتقل شتاءً إلى مدينة جبيل، حيث تعلّم روكز في مدارسها "السان جورج" و"راهبات الوردية" و"الثانوية" و"الإخوة المريميين". ثم حاز في الجامعة اللبنانية شهادة ماجستير في العلوم السياسية (تشرين الثّاني 1999)، وشهادة إجازة في التاريخ (تمّوز 2002). وكان قد التحق بالكلية الحربيّة اللّبنانيّة، برتبة تلميذ ضابط في 1980/09/22.
هو عميد سابق في الجيش اللبناني، وعضو سابق في البرلمان اللبناني من أيار 2018 إلى 2022، كان نائباً عن قضاء جبيل - كسروان. وله إطلاق وتنظيم سباقَي «إغارة الأرز» و«من ثكنة لَثكنة» على مرّ سبع سنوات متتالية. حدث هو الأوّل من نوعه للجيش اللّبناني، حيث إنّ، في كلّ عام، صيفًا وشتاءً، يُدعى المدنيّون اللّبنانيّون والأجانب للمشاركة مع فوج المغاوير في الجيش اللّبناني ووحدات عسكريّة أجنبيّة في هذا السّباق الفريد من نوعه الذي يجمع أكثر من 1000 مشارك.
تزوج من كلودين ابنة الرئيس اللبناني السابق ميشال عون، في العام 2011، وله منها ولدان هما: جاد وعماد.
يتقن عدة لغات، منها: اللّغة العربيّة، والإنكليزيّة والفرنسيّة والإسبانيّة (تداولاً وقراءةً وكتابةً).

## نشاطه العسكري

### رتب
- التحق بالمدرسة الحربيّة اللّبنانيّة برتبة تلميذ ضابط في 1980/09/22
- رُقّي إلى رتبة ملازم في 1983/05/06
- رُقّي إلى رتبة ملازم أوّل في 1985/06/01
- رُقّي إلى رتبة نقيب في 1990/07/01
- رُقّي إلى رتبة رائد في 1995/01/01
- رُقّي إلى رتبة مقدّم في 2000/01/01
- رُقّي إلى رتبة عقيد 2004/07/01
- رُقّي إلى رتبة عميد ركن في 2010/01/01[16]

### وحدات الخدمة
- السّريّة المجوقلة الثّالثة (1983/05/24)
- فوج المغاوير (1984/01/14)
- فوج المغاوير / آمر السّريّة الثّانية (1986/01/20)
- مكافحة الإرهاب والتّجسّس (1992/01/23)
- معهد التّعليم في الوروار / آمر سريّة التّدريب الأولى (1993/06/11)
- اللّواء التّاسع / ف 1 وف 4 (1996/09/24)
- فوج المغاوير / ف 3 (2000/09/25)
- لواء المشاة الثّاني / قائد الكتيبة 23 (2002/07/12)
- لواء المشاة الحادي عشر / / قائد الكتيبة 111 (2004/08/20)
- فوج المغاوير / مساعد قائد الفوج (2005/07/15)
- فوج المغاوير / قائد (2008/10/27)[16]

### الدّورات
- تابع دورات عسكريّة عالميّة عدّة:
- دورة معهد الحرب في إسبانيا (2003 – 2004)
- دورة مدرّب مغوار في فرنسا (1989)
- دورة تدريب عسكري أساسي (مشاة) في مونبلييه، فرنسا (1987)
- حضر مؤتمرات عدة وورش عمل عسكريّة وأمنيّة دوليّة في الولايات المتّحدة (2014) وفرنسا (2009) والأردن (2009، 2010) والدنمارك (2008) والإمارات العربيّة المتّحدة (2007).

### أوسمة
- وسام الجرحى (لبنان / خمس مرّات)
- وسام الحرب (لبنان / خمس مرّات)
- وسام الأرز الوطني رتبة فارس (لبنان)
- وسام الاستحقاق العسكري درجة أولى وثالثة (لبنان)
- وسام الشّجاعة (لبنان)
- وسام الوحدة الوطنيّة (لبنان)
- وسام فجر الجنوب (لبنان)
- وسام التّقدير العسكري الفضّي (لبنان)
- وسام إيزابيلا الكاثوليكيّة المَلَكي (إسبانيا)
- وسام جمهوري رتبة فارس (فرنسا)
- وسام مكافحة الإرهاب (لبنان)[16]

### الأقدميّات المبنيّة على الإنجازات العسكريّة
- مُنح ستّة أشهر أقدميّة بناءً على إنجازات استثنائيّة خلال عمليّات عسكريّة وأمنيّة على جبهات سوق الغرب وبيروت خلال سنتَي1985

و1986.
- مُنح ثلاثة أشهر أقدميّة تقديرًا لأعمال استثنائيّة خلال شهر شباط 1989 ضمن عمليّات للحفاظ على الأمن في منطقة ضبيّه.
- مُنح ثلاثة أشهر أقدميّة في 1992.
- مُنح سنة أقدميّة في2007 بناءً على شجاعته الاستثنائيّة خلال معارك شديدة الشّراسة لتدمير مجموعة إرهابيّة مسلّحة في منطقة نهر

البارد.
- مُنح سنة أقدميّة في 2013 بناءً على شجاعته الاستثنائيّة خلال معارك شديدة الشّراسة لتدمير مجموعة إرهابيّة مسلّحة في منطقة عبرا

(جنوب لبنان).
- مُنح سنة أقدميّة في 2014 بناءً على شجاعته الاستثنائيّة خلال معارك شديدة الشّراسة لتدمير مجموعة إرهابيّة مسلّحة في منطقة عرسال

(لم تصدر بعد).

### التّقديرات والتّهاني
- تقدير قائد الجيش ورئيس المجلس العسكري / 11 مرّة
- تهنئة قائد الجيش / 27 مرّة
- تهنئة مدير الاستخبارات العسكريّة / مرّة
- تهنئة قائد منطقة جبل لبنان العسكريّة / مرّة
- تهنئة آمر السّريّة / خمس مرّات
- تهنئة قائد المدرسة الحربيّة / مرّة
- تهنئة قائد معهد التّعليم ومعهد المجنّدين / سبع مرّات
- تهنئة قائد الكتيبة / ثلاث مرّات[16]

## انظر
- شامل روكز... فخامة المغوار (1/2): علاقتي بعون مستمرّة بلا عتب
- روكز فخامة المغوار (2/2): أخفق العهد بسبب محيطه
- شامل روكز يغادر... بلا طبل وزمر